# Dâmbovița (rivière)
 (décembre 2023).
Si vous disposez d'ouvrages ou d'articles de référence ou si vous connaissez des sites web de qualité traitant du thème abordé ici, merci de compléter l'article en donnant les références utiles à sa vérifiabilité et en les liant à la section « Notes et références ».
La Dâmbovița est une rivière de Roumanie qui naît dans les monts Făgăraș (Alpes de Transylvanie) et traverse la capitale roumaine, Bucarest. C'est un sous-affluent du Danube par l'Argeș.

## Hydronymie
Le nom Dâmbovița, ou Dîmbovița selon l'ancienne orthographe, a des origines slaves, via le dérivé Дъб (dămb) signifiant « chêne », la plaine valaque (Câmpia Română, entre les Carpates et le Danube) étant jadis recouverte d'une forêt formée principalement de chênes.

## La rivière de la capitale
La ville de Bucarest s'étale sur les deux rives de la Dâmbovița sur 22 km, du nord-ouest au sud-est. La rivière constitue la source principale d'eau alimentant la ville, son débit est de ce fait très amoindri en aval. C'était à l'origine une rivière à méandres comportant des lacs naturels formés par des alluvions en travers du lit majeur, comme son affluent la Colentina qu'elle reçoit en aval de la ville. Au cours du temps, les méandres et la plupart des lacs ont été asséchés, son cours a été canalisé sur un tracé presque rectiligne dans la ville entre 1880 et 1883, son lit est abaissé de plusieurs mètres afin d'en finir avec ses inondations. Rivière dérangeante pour les bucarestois, ses eaux stagnantes n'évacuent pas les déchets que les habitants y jettent et elles favorisent la prolifération de moustiques, porteur du paludisme. Ainsi dans les années 1930, un projet pour recouvrir la rivière boueuse est évoqué, la rivière laisserait place à un grand boulevard qui traverserait la ville. des dalles finirent par recouvrir sur quelques portions la rivière. Dans les années 1970-1980, à la suite de nouvelles inondations spectaculaires et pour répondre à la volonté de Nicolae Ceaușescu qui veut une belle Dâmbovița, la rivière est déviée dans une conduite d'eau souterraine, les plans d’eau plus ou moins limpides visibles en surface ne sont que des réservoirs/exutoires sans courant. Ces travaux ont eu lieu en même temps que la réalisation du métro, qui longe la rivière sur une dizaine de kilomètres. Simultanément, ont été aménagés en amont et en aval de la capitale, deux grands réservoirs, le lac Morii et le lac Văcărești.

## Dans la culture locale

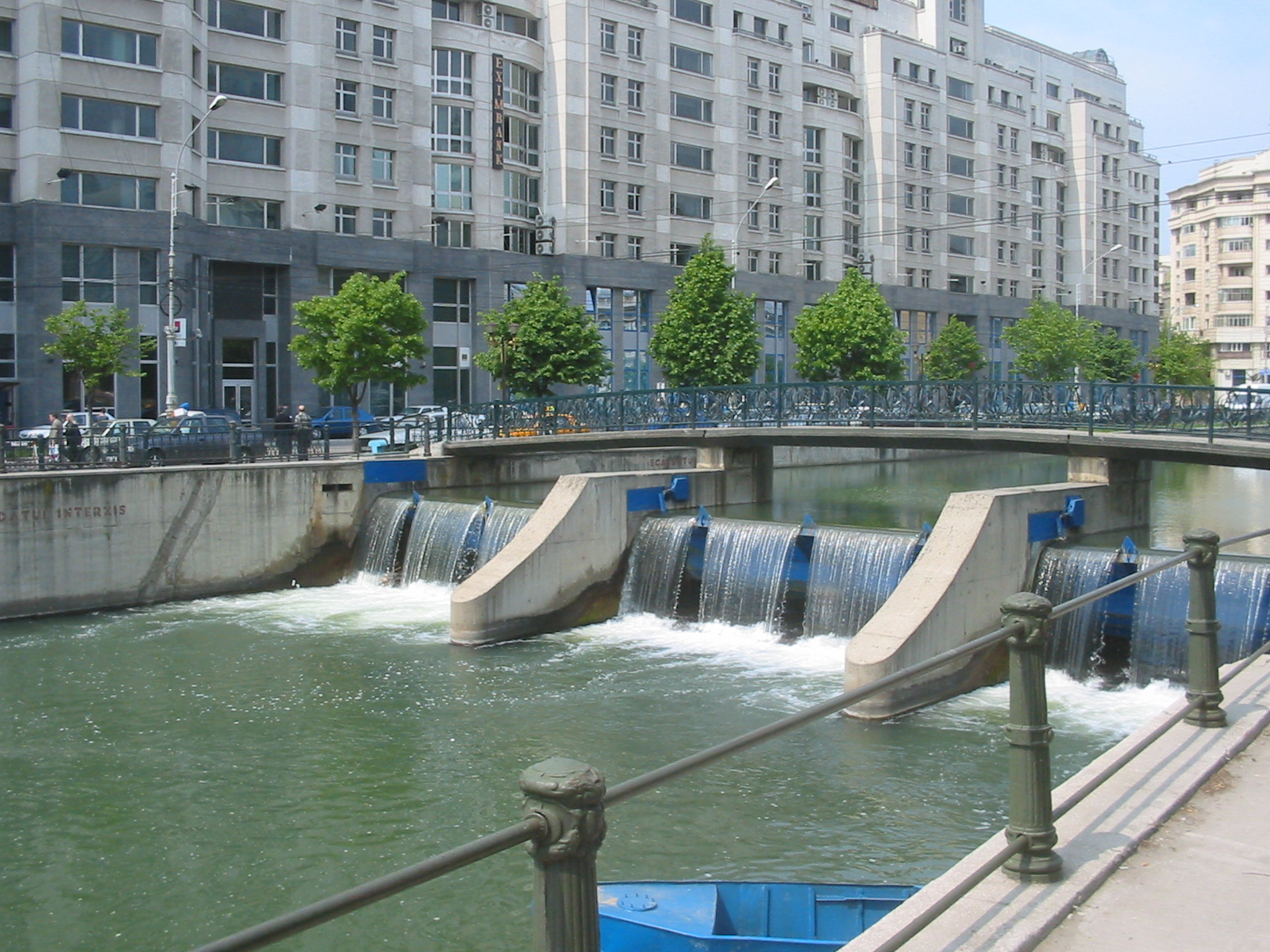
La Dâmbovița à Bucarest

La Dâmbovița a été, pour les peintres et aquarellistes du passé, un sujet de choix, notamment pour les scènes pittoresques de lavandières et de jeunes filles au bain. Avant le régime communiste, la rivière était aussi le théâtre d'une cérémonie religieuse le 6 janvier de chaque année, pour l'Épiphanie : le métropolite de Bucarest jetait dans l'eau glacée une croix que les pénitents, bravant le gel, s'empressaient de remonter. Enfin les travaux simultanés d'enfouissement de la rivière et de construction du métro, longs et difficiles, ont donné lieu à une fameuse blague bucarestoise : « -Où se jette le Danube ? -Dans la mer Noire ! -Et où se jette la Dâmbovița ? -Dans le métro ! ».

## Géographie
Elle arrose Dragoslavele, Malu cu Flori, Cândești, Vulcana-Băi, Voinești, Mănești, Dragomirești, Lucieni, Nucet, Conțești, Lungulețu, Bucarest, Plătărești, Vasilați et Budești.